# Dissolució de les Antilles Neerlandeses

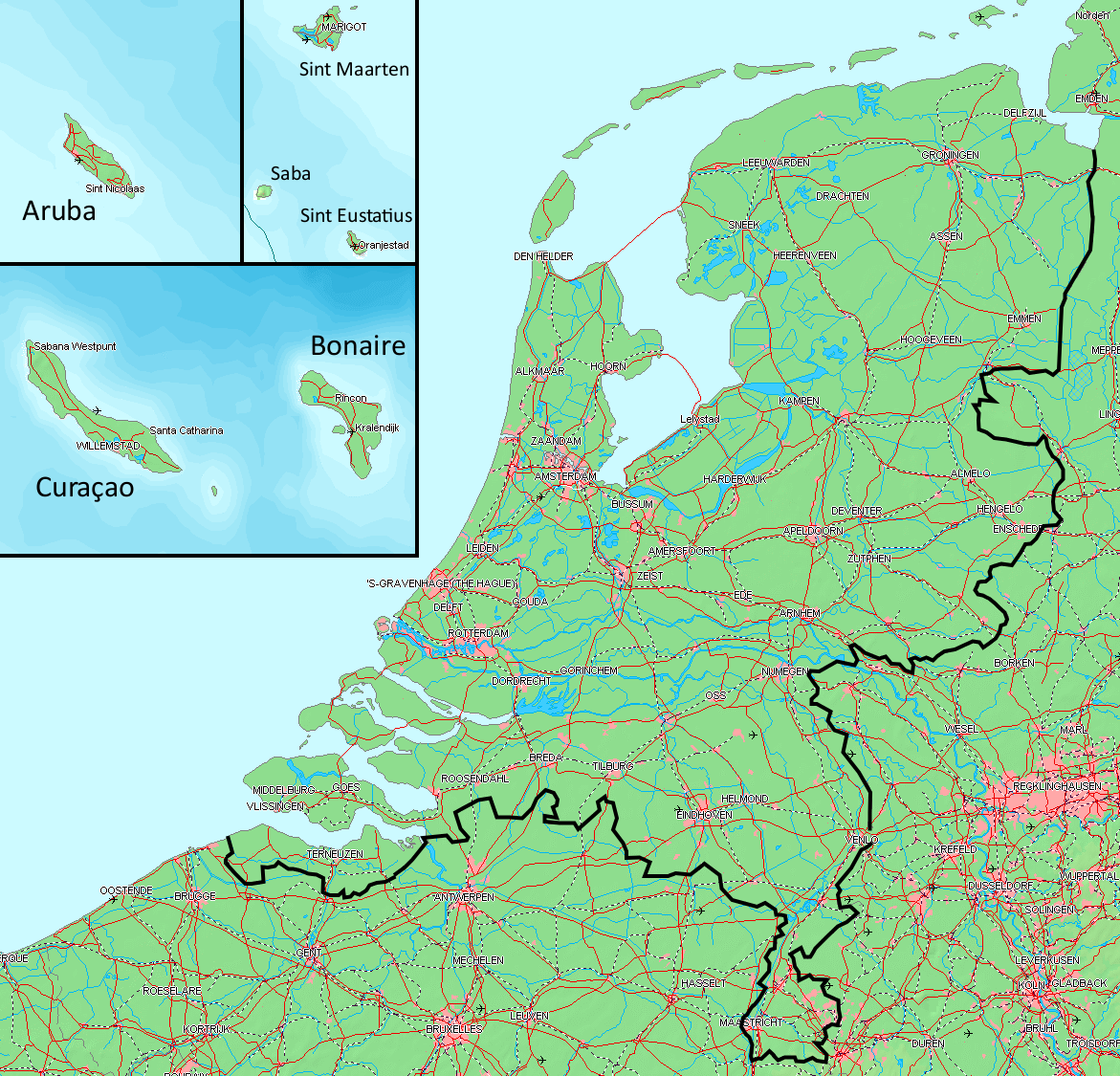
Mapa del Regne dels Països Baixos. Els Països Baixos i les illes del Carib es representen a la mateixa escala.

Les Antilles Neerlandeses va ser un país autònom del Carib inclòs al Regne dels Països Baixos. Es va dissoldre el 10 d'octubre de 2010. Després de la dissolució, les illes BES (Bonaire, Sint Eustatius i Saba) esdevengueren municipis especials dels Països Baixos, mentre que Curaçao i Sint Maarten esdevenien països constituents dins del Regne dels Països Baixos, seguint els passos d'Aruba, que es va separar de les Antilles Neerlandeses el 1986.

## Història
La idea de les Antilles Neerlandeses com a país dins del Regne dels Països Baixos mai gaudí del ple suport de totes les illes, i les relacions polítiques entre les illes sovint eren tenses. Geogràficament, les Illes de Sotavent d'Aruba (Curaçao i Bonaire) i les Illes de Sobrevent de Saba (Sint Eustatius i Sint Maarten) s'estenen a una distància de gairebé un miler de quilòmetres. Culturalment, les Illes de Sotavent tenen connexions profundes amb Amèrica del Sud, especialment Veneçuela, i la seva població parla una llengua criolla barreja del portuguès i el neerlandès dita papiament; les illes de Sobrevent formen part del Carib anglòfon.
Quan la nova relació constitucional entre el Països Baixos i les seves colònies de les índies occidentals fou consagrada en l'Estatut del Regne dels Països Baixos de 1954, originant la divisió administrativa colonial de les Antilles Neerlandeses, que derivava de la colònia de Curaçao i Dependències i va agrupar totes sis illes sota una mateixa administració. Malgrat el fet que Aruba ja va demanar la secessió de les Antilles Neerlandeses durant els anys 1930, els governs neerlandeses i les Antilles Neerlandeses feren tot el possible per tal de mantenir juntes les sis illes. Els Països Baixos ho feren per tal d'assegurar que les Antilles Neerlandeses podrien esdevenir independents al més aviat possible, un clam que esdevenia cada cop més fort en el Països Baixos després dels aldarulls de Willemstad de 1969 a Curaçao. El govern de les Antilles Neerlandeses va témer que les Antilles Neerlandeses senceres es desintegrarien si una de les illes s'independitzava; el Primer ministre antillà Juancho Evertsz declarà que "sis menys un igual a zero".
Un creixent malestar a Aruba, especialment després que el govern de l'illa organitzés un referèndum consultiu al voltant de la secessió el 1977, significà que l'afer de la secessió d'Aruba havia de ser considerat. Després de llargues negociacions, s'acordà que Aruba podria esdevenir un país separat dins del Regne del Països Baixos el 1986, però només amb la condició que esdevingués plenament independent el 1996. El Moviment Electoral del Poble, que tenia el govern de l'illa d'Aruba l'any 1986 va acordar-ho de mala gana, però el Partit del Poble d'Aruba, que governà després del 1986, va rebutjar tota cooperació amb els Països Baixos en l'afer independentista.
D'altra banda, els Països Baixos esdevenien més i més conscients que els embolics amb les parts caribenyes del Regne probablement durarien llarg temps. Surinam, l'altre soci del Regne que s'independitzà el 1975, havia passat per un període de dictadura i guerra civil, el qual va debilitar les tendències pro-independentistes del govern neerlandès. Aruba i els Països Baixos acordaren el juliol de 1990 eliminar l'article 62, que preveia la independència d'Aruba el 1996. Això s'acabà el 1994, amb algunes condicions sobre cooperació en els camps de la justícia, la bona governança i les finances.

### Despertar de la secessió d'Aruba
Mentrestant, la posició permanent d'Aruba com a país separat dins del Regne fomentà la petició d'obtenir un estatus similar per part de les altres illes, especialment Sint Maarten. A principis dels 1990, les cinc illes restants van entrar en un període de reflexió sobre si seguir formant part de les Antilles Neerlandeses. El març de 1990, el Ministre neerlandès d'Afers Antillans i d'Aruba Ernst Hirsch Ballin va proposar un esborrany per un nou Estatut del Regne, en el que les illes de Sobrevent de Curaçao i Bonaire, i les Illes de Sotavent Saba, Sint Eustatius i Sint Maarten formarien dos països nous dins del Regne. Aquesta proposta rebé diverses respostes a les illes.
Després que es constituís un comitè per tal d'investigar el futur de les Antilles Neerlandeses, el 1993 es dugué a terme una "Conferència pel Futur" ("Toekomstconferentie" en neerlandès, "Conferència de Taula rodona"). Els Països Baixos van proposar fer-se càrrec de les funcions federals de les Antilles Neerlandeses, amb cadascuna de les illes autònomes en la mesura concedida pel Reglament de les Illes de les Antilles Neerlandeses. Curaçao n'estaria exempta i assoliria l'estat de país, com Aruba; Bonaire i Sint Maarten tindrien el suport per tal d'ajudar-les a assolir l'estat de país en el futur; Saba i Sint Eustatius no tindrien aquesta perspectiva i quedarien en el que s'anomenà "illes del Regne". El fet que l'Estatut del Regne també seria ampliat per incloure la persecució legal per a reduir els delictes internacionals (reduint d'aquesta manera l'autonomia d'Aruba i Curaçao), i que Sint Maarten no assoliria l'estat de país immediatament, va resultar en un fracàs de la Conferència.
Es decidí ajornar la pròxima reunió de la conferència fins després d'un referèndum d'estat dut a terme a Curaçao. El resultat del referèndum fou favorable a mantenir i reestructurar les Antilles Neerlandeses, malgrat que el govern de l'illa i el govern de les Antilles Neerlandeses feren campanya per la independència. Les altres illes també votaren mantenir les Antilles Neerlandeses. El Partit per les Antilles Reestructurades, format per gent que volia mantenir-se a les Antilles Neerlandeses i reestructurar-les, assolí el poder.

### Nou Cicle de referèndum en el despertar de Sint Maarten vot per l'autonomia
Al final, la reestructuració de les Antilles Neerlandeses no prosperà. Probablement el canvi més simbòlic fou l'adopció d'un himne de les Antilles Neerlandeses el 2000. Aquell mateix any es va fer una altra votació a Sint Maarten, aquest cop amb el resultat a favor d'esdevenir un país dins del Regne. Això provocà un cicle de nous referèndums al llarg de les Antilles Neerlandeses. Alhora, una comissió composta de representants dels Països Baixos i de totes les illes de les Antilles Neerlandeses va estudiar el futur de les Antilles Neerlandeses. Aquesta comissió va publicar un informe el 2004, aconsellant una revisió de l'Estatut del Regne dels Països Baixos per tal de dissoldre les Antilles Neerlandeses, amb Curaçao i Sint Maarten esdevenint països de ple dret dins del Regne, i amb Bonaire, Sint Eustatius i Saba esdevenit "illes del Regne".
El referèndum dut a terme a Curaçao el 2005 també va resultar favorable a l'establiment d'un estat. La resta d'illes van votar per mantenir llaços més estrets amb els Països Baixos, excepte Sint Eustatius, que volia mantenir les Antilles Neerlandeses.

## Canvis constitucionals

### Curaçao i Sint Maarten
Curaçao i Sint Maarten esdevenien dos nou "landen" (literalment països) dins del Regne dels Països Baixos, seguint la idea d'Aruba i els Països Baixos. La seva nova moneda és el Florí del Carib, que s'esperava que fos de curs legal el 2012, però la seva posada en circulació va ser posposada.

### Bonaire, Sint Eustatius i Saba
Les illes de BES (Bonaire, Sint Eustatius, i Saba) han esdevingut part dels Països Baixos com a municipis especials (bijzondere gemeenten), una forma de "cos públic" (openbaar lichaam) tal com consta a l'article 134 de la Constitució neerlandesa. Els municipis especials no constitueixen part d'una província.
Les tres illes hauran d'implicar el Ministre neerlandès d'Afers Estrangers abans que puguin arribar a amb altres països de la regió. Els municipis especials serien representats al Govern del Regne dels Països Baixos, i podran votar als Estats Generals (el parlament neerlandès) i a les eleccions europees.
L'1 de gener de 2011, les tres illes van canviar al dòlar dels Estats Units bandejant l'ús de l'euro que és utilitzat en els Països Baixos europeus.

### Tribunal comú
Totes les sis illes també poden continuar accedint al Tribunal Comú de Justice d'Aruba, Curaçao, Sint Maarten, Bonaire, Sint Eustatius i Saba, i al tribunal d'apel·lació superior als tribunals de primera instància propis de les illes. Les illes comparteixen també el Tribunal Suprem del Regne amb seu a L'Haia amb tot el regne, incloent els Països Baixos europeus.

### Estatus a la Unió Europea
El Regne dels Països Baixos és membre de la Unió Europea. Tanmateix, Aruba, Curaçao i Sint Maarten tenen l'estatus de Regió Ultraperiférica i no formen part de la UE. No obstant això, únicament hi ha un tipus de ciutadania dins del Regne neerlandès, i tots els ciutadans neerlandesos són ciutadans de la UE (incloent-hi aquells de la Regió Ultraperiférica).
El Consell de Ministres del Regne dels Països Baixos va acordar no canviar l'estat de Bonaire, Sint Eustatius, i Saba amb relació a la UE en els primers cinc anys d'integració d'aquestes illes als Països Baixos, després de la qual es farà una reavaluació de l'estat de les illes dins la UE.
Els Països Baixos van assegurar-se en el Tractat de Lisboa que qualsevol part dels Països Baixos pot optar per variar d'estat a regió ultraperifèrica (Outermost Region (OMR)) si així ho desitgen, sense haver de canviar els Tractats de la Unió Europea.

### Data de transició
L'1 de setembre de 2009, Saba va anunciar el seu desig d'abandonar les Antilles Neerlandeses immediatament, sense haver d'esperar fins a l'octubre de 2010. Tanmateix, segons Secretari Estatal neerlandès Bijleveld per Relacions del Regne, no era legalment possible que Saba s'escindís de les Antilles abans d'aquesta data.
La transició va tenir lloc a mitjanit (00:00) del 10 d'octubre de 2010 ("10/10/10") en les Antilles Neerlandeses (UTC-04:00), 06:00 en la part europea dels Països Baixos (UTC+02:00).

## Documents legals

### Esmena de l'Estatut del regne dels països Baixos
L'acta del Regne que esmena l'Estatut del Regne dels Països Baixos va ser redactada el 20 de gener de 2009. Consisteix en sis articles, amb els canvis inclosos als articles un a tres. La llei del Regne diu que l'article 3 sigui efectiu a la data de publicació de la llei al diari oficial dels Països Baixos, i més endavant ho siguin els articles 1 i 2, especificat per decret reial. D'aquesta manera els futurs països de Sint Maarten i Curaçao seran capaços de redactar les seves constitucions i legislació fonamental abans que siguin efectives les noves relacions amb el Regne.
La Cambra de Representants va adoptar la mesura el 15 d'abril de 2010, i el Senat el 6 de juliol de 2010. Els Estats de les Antilles Neerlandeses van adoptar la mesura el 20 d'agost i els Estats d'Aruba feren el mateix el 4 de setembre.

### Legislació per a la integració de Bonaire, Sint Eustatius i Saba als Països Baixos
El 21 de novembre de 2008 s'acceptaren cinc esborranys d'actes per a la integració de Bonaire, Sint Eustatius i Saba als Països Baixos pel Consell de Ministres del Regne. Aquestes actes són l'Acte dels organismes públics de Bonaire, Sint Eustatius i Saba (en neerlandèsHumit op de openbare lichamen Bonaire, Sint Eustatius en Saba, abreujat WOLBES), lActa de relacions financeres de Bonaire, Saba i Sint Eustatius, lEsmena a l'acte d'elecció amb relació a Bonaire, Saba i Sint Eustatius, lActe d'Introducció als organismes públics de Bonaire, Saba i Sint Eustatius, i lActe d'Adaptació dels organismes públics de Bonaire, Saba i Sint Eustatius.
WOLBES defineix l'organització administrativa dels organismes públics i està adaptada a la llei municipal neerlandesa. L'acta d'Introducció especifica que la llei de les Antilles Neerlandeses quedarà en vigor després de la transició de les tres illes a la legislació neerlandesa, i defineix el procés gradual d'adopció a les illes de la legislació neerlandesa enfront de la legislació precedent de les Antilles Neerlandeses. L'acta d'Adaptació adapta la legislació de les Antilles Neerlandeses i la legislació neerlandesa i tindrà efecte immediat.